# Józef Żenkiewicz
Józef Żenkiewicz herbu Półkozic (ur. 5 sierpnia 1863 w Szawkotach, zm. 2 sierpnia 1911 k. jeziora Bajkał) – polski inżynier, budowniczy kolei transsyberyjskiej, generał major dróg komunikacji.

## Życiorys
Józef Żenkiewicz urodził się w ziemiańskiej rodzinie w majątku Szawkoty na Żmudzi, w guberni kowieńskiej, w powiecie rosieńskim. W 1881 roku ukończył gimnazjum rosyjskie w Szawlach. Następnie w 1886 roku ukończył studia techniczne w Instytucie Inżynierów Komunikacji w Sankt Petersburgu.
Po ukończeniu studiów pracował początkowo jako miejski asystent inżyniera budowy dróg. Po kilkuletnim stażu, przy wsparciu Stanisława Kierbedzia, otrzymał posadę w Ministerstwie Komunikacji. W ramach realizowanego szerokiego programu inwestycyjnego w zakresie budowy kolei w imperium rosyjskim, w latach 90. XIX wieku wyjeżdżał do Belgii i Niemiec. Zapoznawał się tam z najnowszymi technologiami i konstrukcjami budowy żelaznych mostów i kolei.
Po powrocie do Rosji awansował i piastował ważne stanowiska przy budowie głównego traktu kolei transsyberyjskiej i jej bocznych odcinków. Był członkiem polskiego Koła Inżynierów Technologów Petersburskich. Prowadził w Petersburgu specjalistyczne kursy dla młodych inżynierów. W hierarchii służby cywilnej awansował do stopnia generała majora, według IV rangi.
Na początku XX wieku jako doświadczony inżynier specjalista pracował kilka lat w zakresie zabezpieczenia technicznego kolei na odcinku Petersburg – Moskwa. W latach 1903–1907 budował strategiczny odcinek kolei pomiędzy Orenburgiem a Taszkentem o długości ok. 2 tys. km. W latach 1907–1911, jako kierownik nadzoru w randze asesora kolegialnego (majora), następnie radcy kolegialnego (pułkownika), budował główną magistralę transsyberyjską na odcinku Irkuck – Błagowieszczeńsk – Chabarowsk. Ślad jego obecności na Dalekim Wschodzie jest odnotowany m.in. w Amurian State Museum. W 1911 roku zginął tragicznie na budowie kolei w okolicy Bajkału.
Józef Żenkiewicz został pośmiertnie odznaczony przez cara Mikołaja II i awansowany do stopnia generała majora dróg komunikacji.

## Rodzina
Protoplaści Józefa Żenkiewicza pochodzący z ziemi sandomierskiej na podstawie nadań królewskich przenieśli się w XV wieku na Żmudź. Józef Żenkiewicz był synem właścicieli majątku Szawkoty, Franciszka Żenkiewicza (1825–1909) i Petronelli z Tyszkiewiczów (1838–1918).
W 1904 roku Józef Żenkiewicz ożenił się z Marią Bielską (1871–1958) z majątku Adamajci. Mieli dwóch synów: Edwarda (1905–1966) i Witolda (1909–1995), którego synowie Jerzy i Marian mieszkają w Toruniu. Józef Żenkiewicz spoczywa w rodzinnym grobowcu w Szawkotach na Żmudzi.